# Baruch Harold Wood

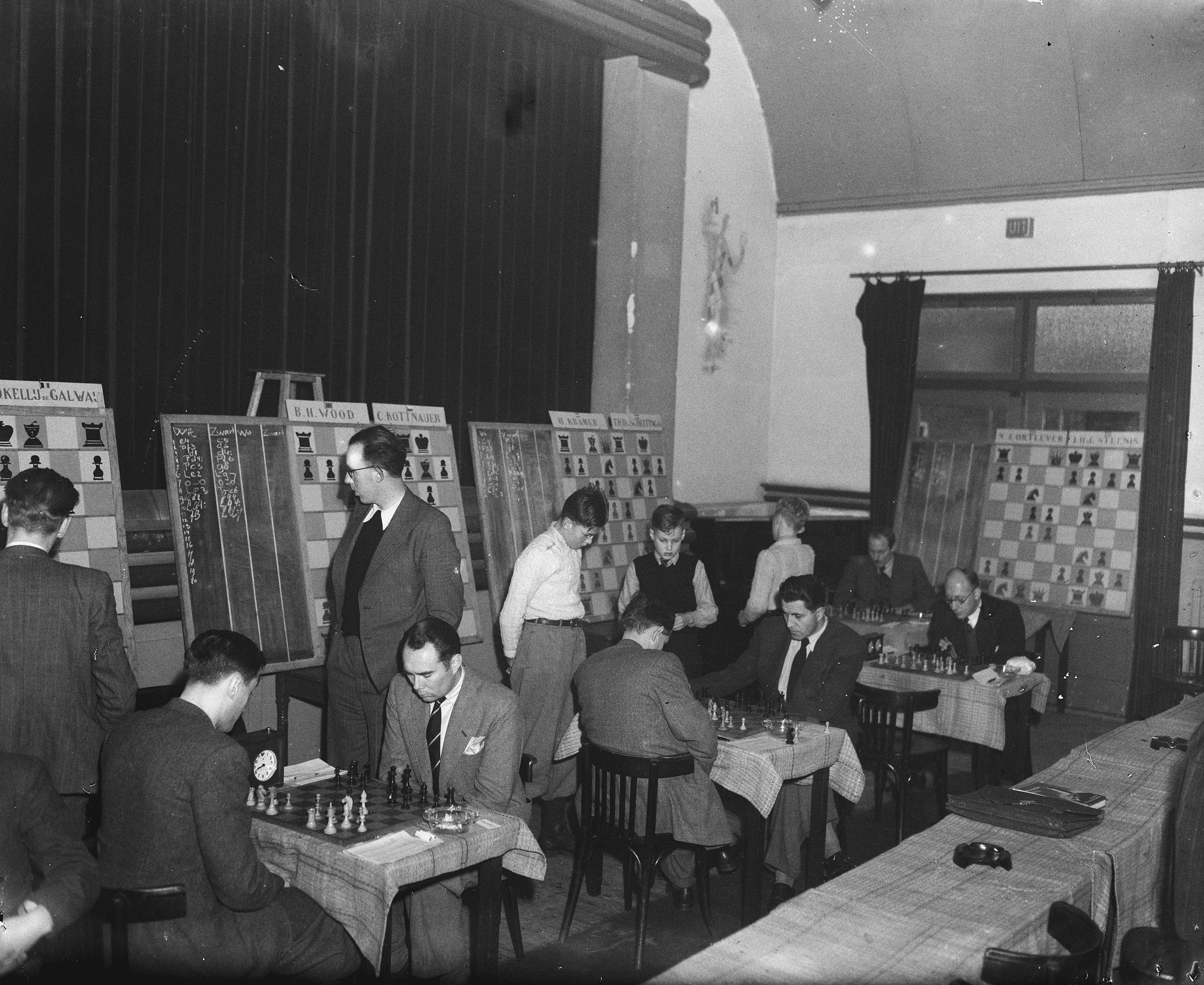
Baruch Wood (Mitte, Rücken), Hoogovens Schachturnier 1948

Baruch Harold Wood, OBE (B.H. Wood) (* 13. Juli 1909 in Sheffield; † 4. April 1989 in Sutton Coldfield) war ein englischer Schachspieler, -autor und -funktionär.

## Turnierspieler
Wood gewann zwischen 1938 und 1957 achtmal die Meisterschaft von Warwickshire. 1939 vertrat er  England bei der Schacholympiade in Buenos Aires. Den ersten Platz belegte er in den Turnieren Baarn 1947, Paignton 1954, Whitby 1963, Tórshavn 1967 und Jersey 1975. 1948 wurde er in London Zweiter bei der britischen Meisterschaft. 
Seine beste historische Elo-Zahl von 2459 erreichte er im Juli 1946.
Auch im Fernschach war er erfolgreich: Hier gewann er die britische Meisterschaft 1945. Von 1946 bis 1951 war er Präsident der ICCA, einer Vorläuferorganisation der International Correspondence Chess Federation.
Daneben war er seit 1974 internationaler Schiedsrichter. Auch war er Mitbegründer des Sutton Coldfield Chess Club. Er war Präsident der British Schools Chess Association und der British Universities Chess Association. Er vertrat England, als das Land Mitglied der FIDE wurde.

## Autor
Wood gründete 1935 die britische Schachzeitschrift Chess. Diese leitete er bis 1988, dann wurde sie vom Verlag Pergamon Press übernommen.
Daneben schrieb er für den Daily Telegraph sowie für The Illustrated London News. Von 1948 bis Februar 1967 war er verantwortlich für die Schachkolumne der Birmingham Daily Post.
Vielbeachtet und dreimal aufgelegt war sein Buch Easy Guide to Chess, das erstmals 1942 erschien. Weitere Bücher sind World Championship Candidates Tournament 1953 und 100 Victorian Chess Problems (1972).

## Privat
Woods Tochter Peggy Clarke, Schwiegersohn Peter Hugh Clarke, und Söhne Christopher, Frank und Philip sind beziehungsweise waren auch starke Schachspieler.